# باشبلاغ
باشبلاغ (به کردی: باژبڵاخ، Bajbillax) روستایی از توابع بخش زیویه در شهرستان سقز است که در استان کردستان ایران قرار دارد.

## جمعیت
این روستا در دهستان گل‌تپه واقع شده و براساس سرشماری سال ۱۳۸۵، جمعیت آن ۲۹۳ نفر (۶۵ خانوار) بوده‌است.

## گردشگری
باشبلاغ در مسیر غار کرفتو قرار دارد؛ و از سایر دیدنی‌های آن کوه عبدلرزاق می‌باشد.

## نگارخانه

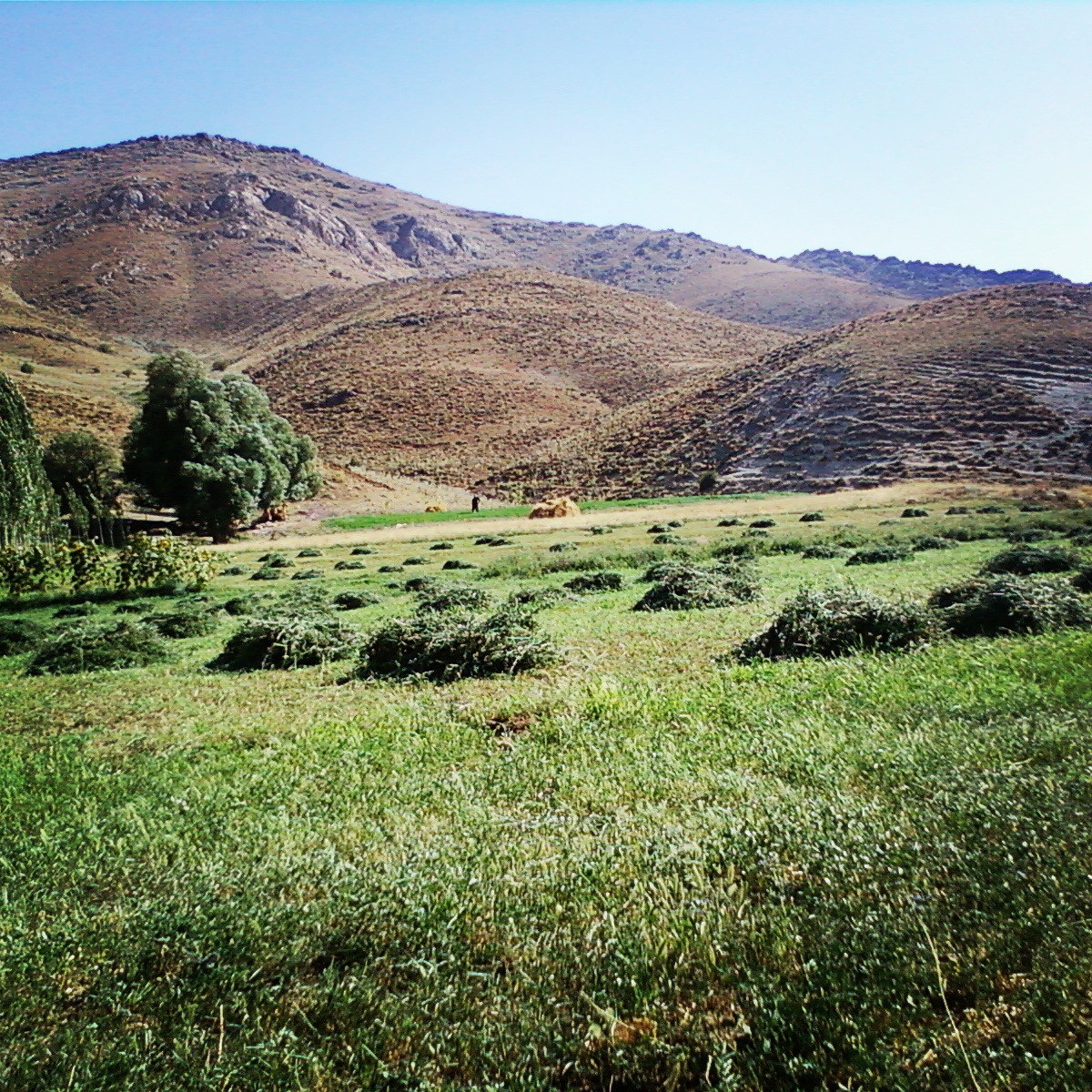
دامنه کوه عبدالرزاق
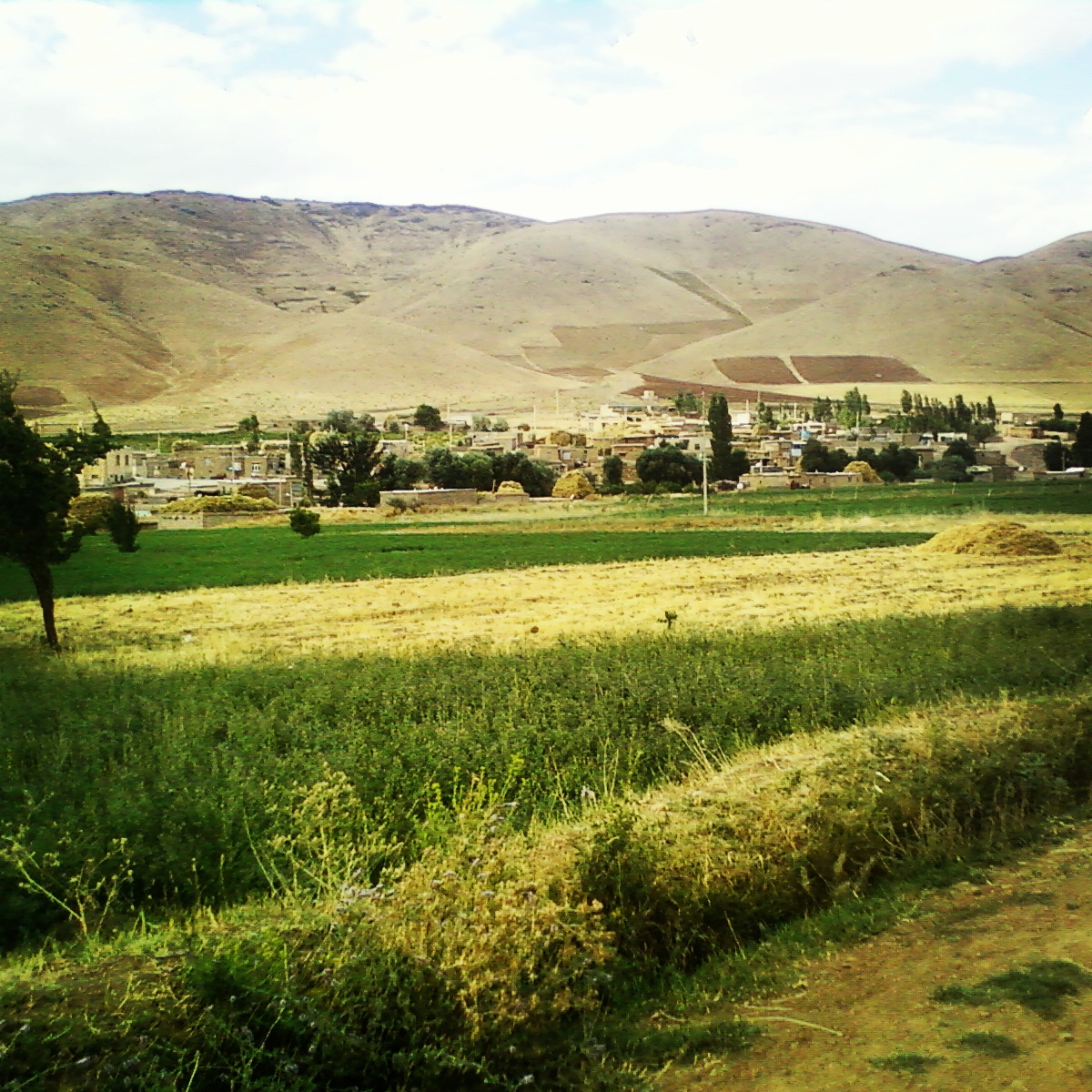
نمای بیرون روستا
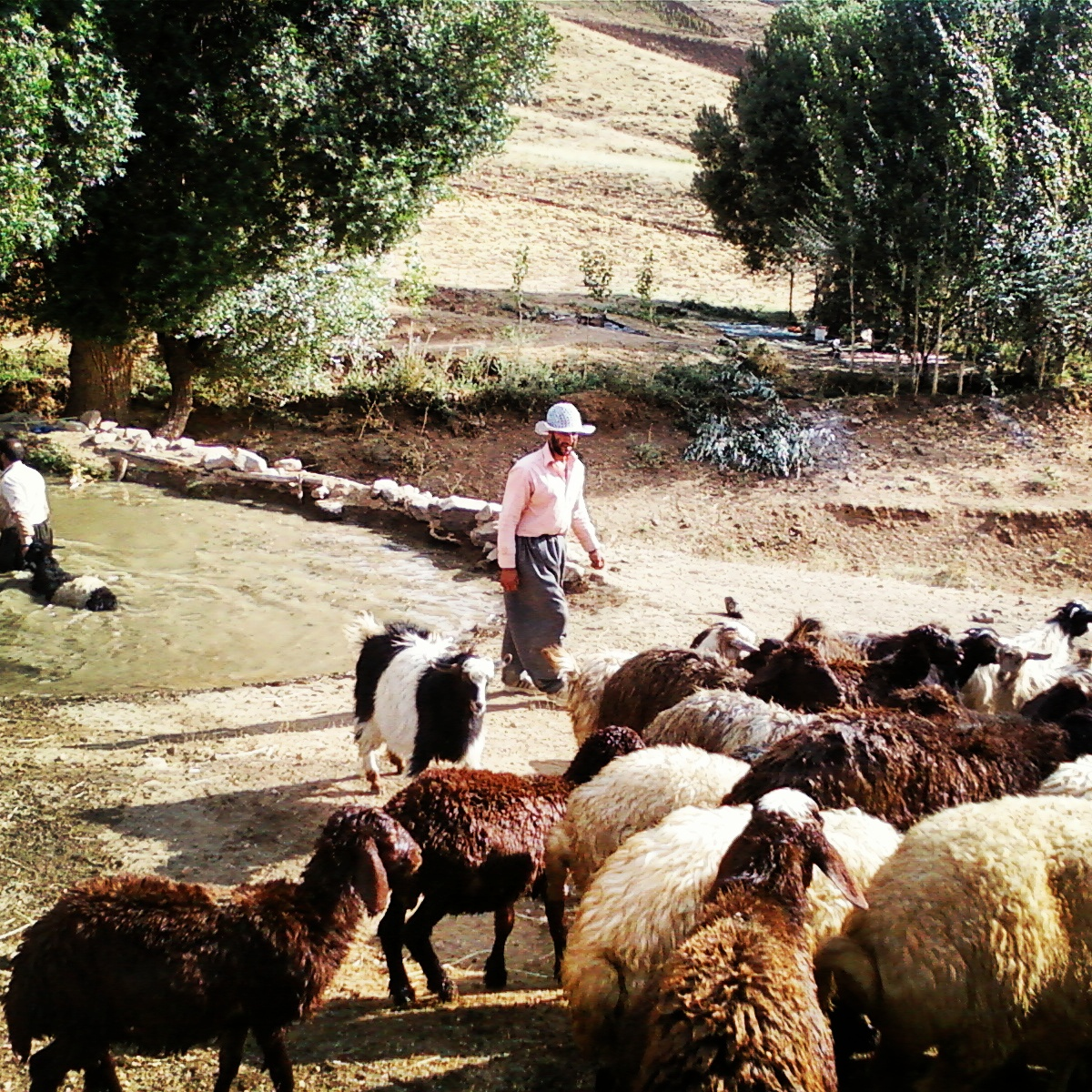
شستن گوسفندان در روستا